# Rodrigo Batata
Rodrigo Pinheiro da Silva (* 10. September 1977 in Curitiba), auch bekannt als Rodrigo Batata, ist ein ehemaliger brasilianischer Fußballspieler.

## Karriere
Rodrigo Batata begann seine Profilaufbahn 1994 beim brasilianischen Erstligisten Paraná Clube. 1995 wechselte er zum japanischen Erstligisten Yokohama Flügels. 1996 wechselte er zum französischen Erstligisten Paris Saint-Germain. 1995/96 und 1996/97 wurde er mit dem Verein Vizemeister der Division 1. 1998 kehrte er nach Brasilien zurück. Danach spielte er bei J. Malucelli Futebol, Portimonense SC, Paulista FC, Coritiba FC, Club Puebla und LD Alajuelense. 